# Vitor Pinto Chaves
Vitor Pinto Chaves é um advogado brasileiro. Foi ministro-chefe da Secretaria de Assuntos Estratégicos da Presidência da República do Brasil, quando o ministério foi extinto na reforma ministerial de 2015.